# Microsoreae
Microsoreae, tribus paprati iz porodice osladovki, dio potporodice Microsoroideae. Sastoji se od tri roda u tropskoj i suptropskoj Aziji  i Africi.
Ovo ime trenutno nije provjereno i čeka taksonomsko ispitivanje. Zapis potječe iz IPNI-ja (podaci dostavljeni 3. studenoga 2022.) koji ga prijavljuje kao Neprovjereno ime.

## Rodovi
1. Microsorum Link (42 spp.); tropski i suptropski Stari svijet do Pacifika.
2. Leptochilus Kaulf. (37 spp.); tropska i suptropska Azija do Pacifika.
3. Podosorus Holttum (1 sp.); filipinski endem